# Черрето-Саннита
Черрето-Саннита (итал. Cerreto Sannita) — коммуна в Италии, располагается в регионе Кампания, подчиняется административному центру Беневенто.
Население составляет 5000 человек, плотность населения составляет 127 чел./км². Занимает площадь 33 км². Почтовый индекс — 82032. Телефонный код — 0824.
Покровителем населённого пункта считается Антоний Падуанский. Праздник ежегодно празднуется 13 июня.